# Anna Czerwińska
Anna Czerwińska (Varsovia, 10 de julio de 1949-31 de enero de 2023) fue una montañera polaca, conocida por ser la mujer de mayor edad en hacer cumbre en el monte Everest hasta aquel aquel momento, cuando con cincuenta años alcanzó el Everest desde el lado nepalí el 22 de mayo de 2000. Fue la primera polaca que alcanzó las Siete Cumbres. 

## Biografía
Se tituló en farmacia pero dejó la medicina por las montañas y luego se convirtió en  empresaria. Fue propietaria de una firma comercial.  
Subió montañas durante treinta y tres años, usualmente en equipos íntegramente femeninos. En el verano de 1977 junto con Krystyna Palmowska trepó la cara norte del Matterhorn. Era la primera vez que unas mujeres subían una pared tan difícil. 
En 1978 con Krystyna Palmowska, Wanda Rutkiewicz e Irena Kesa subió la cara norte del Matterhorn en invierno. De nuevo eran las primeras mujeres que lo lograban y crearon sensación en el mundo del montañismo europeo. Anna Czerwińska fue miembro de la expedición polaca a los Gasherbrums en 1975. En 1979 con Krystyna Palmowska abrieron una nueva ruta, Rakaposhi (7788 m), en Pakistán. El 30 de junio de 1983 ambas escalaron el Broad Peak, Rocky Summit - Czerwińska, Main, Snowy Summit 8047 meters - Palmowska). Fue una expedición de sólo dos mujeres. Czerwińska intentó alcanzar la cumbre del K2 tres veces: en 1982, 1984 y 1986, la última vez fue testigo de una tragedia cuando trece escaladores murieron en la montaña. El 15 de julio de 1985 estaba en la cumbre del Nanga Parbat con Wanda Rutkiewicz y Krystyna Palmowska –el primer equipo de mujeres en la cumbre sin apoyo de hombres–. Intentó por dos veces ascender el Kanchenjunga: en 1980 y en 1990 como líder de la expedición.
Dirigió la expedición al Makalu en 1988 y fue también miembro de la expedición al Makalu en el invierno de 1990. Durante cinco años ella "coleccionó" las más altas cumbres de los continentes: Aconcagua (Suramérica) y Kilimanjaro (África) en 1995; monte Denali (Norteamérica), Elbrus (Europa) y monte Kosciuszko (Australia) en 1996; Monte Vinson (Antártida) en 1998; Pirámide Carstensz (Australia con Oceanía) en 1999; Monte Everest (Asia) el 22 de mayo de 2000. El 6 de octubre de 2000 ascendió el Shishapangma (no queda claro si el Central o la cumbre principal). 
Es autora o coautora de muchos libros sobre escalada en el Matterhorn, Gasherbrum, Broad Peak, Nanga Parbat, K2. Se prevé que publique un libro sobre sus siete cumbres. El 21 de mayo de 2001 subió al Lhotse, y después el Cho Oyu el 25 de septiembre de 2001.

## Ochomiles
- 1983 - Broad Peak-Rocky Summit (no considerados ochomiles independientes[3])
- 1985 - Nanga Parbat
- 1986 - K2
- 1987 - Shisha Pangma
- 2000 - Monte Everest
- 2001 - Lhotse
- 2001 - Cho Oyu
- 2003 - Gasherbrum II
- 2006 - Makalu